# Pasila (nádraží)
Pasila (finsky Pasilan rautatieasema, švédsky Böle järnvägstation) je železniční stanice v Helsinkách. Nachází se ve čtvrti Pasila, cca 3,5 km od hlavního nádraží, po kterém je druhou největší železniční stanicí v Helsinkách i ve Finsku. Staví zde všechny spoje (dálkové i lokální), které vedou z/do Helsinek.
Stanice byla poprvé otevřena v roce 1862. Od roku 2012 zde funguje terminál pro autovlaky. V letech 2015–2019 zde probíhala rozsáhlá rekonstrukce. Nová stanice byla otevřena v říjnu 2019.
Pasila patří k nejrychleji se rozvíjejícím čtvrtím v Helsinkách, dochází zde k masivnímu rozvoji služeb, obchodních zón a budování nových bytů. V důsledku toho by měla stanice výrazně nabývat na významu. Rovněž je zde výhledově (na 30. léta) počítáno s napojením podmořského tunelu Helsinky-Tallinn, který by napojil Finsko na trať Rail Baltica, čímž by se výrazně usnadnilo spojení Finska s Pobaltím a střední Evropou. Stanice Pasila by se tak stala pro Finsko klíčovou v mezistátní železniční dopravě.